# Sebastián Martín-Retortillo Baquer
Sebastián Ricardo Martín-Retortillo Baquer (Osca, 7 de febrer de 1931 - Madrid, 19 d'octubre de 2002) va ser un polític, jurista i catedràtic espanyol, alt funcionari de l'Administració General de l'Estat que va destacar durant el període de la transició democràtica en ocupar diferents llocs de responsabilitat política, i va arribar a ser ministre Adjunt al President del Govern en la primera legislatura amb el govern d'Adolfo Suárez.

## Biografia
Nascut en el si d'una notable família de juristes procedent de Pozuelo de Zarzón i Montehermoso. Llicenciat en Dret per la Universitat de Saragossa, es va doctorar a la Universitat de Bolonya, i després va continuar la seva formació a Alemanya. Va accedir a la càtedra de dret administratiu de la Universitat de Santiago de Compostel·la per oposició a la dècada de 1960 després d'haver estat professor a Sevilla. Durant el seu periple universitari, va ser catedràtic també a les universitats de Valladolid, Madrid i Barcelona.
Després de la seva etapa com a docent, va accedir a l'administració general de l'Estat a la dècada de 1970, arribant a ser subsecretari del Ministeri d'Educació i Ciència el 1976 i director de l'Institut d'Estudis d'Administració Local el 1977. El 1979, com a membre de la Unió de Centre Democràtic, va ser elegit diputat al Congrés a les eleccions generals per la circumscripció electoral d'Osca. A la reestructuració ministerial de setembre de 1979 va ser nomenat Secretari d'Estat d'Administracions Públiques i, el 1980, ministre adjunt al President.
Després d'abandonar l'activitat política amb la dimissió d'Adolfo Suárez el 1981 i la pèrdua de l'escó el 1982, es va reintegrar a la seva tasca docent, i va destacar com a professor convidat en nombroses universitats. Són múltiples les seves publicacions en matèries jurídiques, especialment en l'àmbit administratiu i va ser acadèmic de la Reial Acadèmia de Ciències Morals i Polítiques.